# Domaine de la Seiglière
Le domaine de la Seiglière est situé sur la commune de Saint-Louis-de-Montferrand, dans le département de la Gironde. 

## Historique
Le monument fait l’objet d’une inscription au titre des monuments historiques depuis le 23 décembre 1987.